# هایکه کامرلینگ اونس
هایکه کامرلینگ اونس (به هلندی: Heike Kamerlingh Onnes) (زاده ۲۱ سپتامبر ۱۸۵۳ - درگذشته ۲۱ فوریه ۱۹۲۶), فیزیک‌دان هلندی بود. او را مبدع ابررسانایی می‌دانند. او در سال ۱۹۱۳ به خاطر پژوهش دربارهٔ فیزیک دماهای پایین و تولید هلیم مایع موفق به دریافت جایزه فیزیک نوبل گردید.

## ابررسانایی
او در سال ۱۹۱۱ ابررسانایی را مطرح کرد. وی دمای یک میله منجمد جیوه‌ای را تا دمای نقطه جوش هلیم مایع (۴٫۲ درجه کلوین) پایین آورد و مشاهده نمود که مقاومت آن ناگهان به صفر رسید. پس از آن یک حلقه سربی را دمای ۷ درجه کلوین ابررسانا کرد و قانون فارادی را بر روی آن آزمود و فهمید حلقهٔ سربی دیگر مانند رساناها عمل نمی‌کند؛ یعنی پس از قطع میدان تا زمانی که ابررسانایی ادامه دارد جریان الکتریکی حفظ می‌شود.